# Juan Velázquez Ramiro de Logrosán
Juan Velázquez Ramiro de Logrosán, fue un abogado español, gobernador interino de la provincia de Costa Rica de octubre de 1590 a junio de 1591. Al parecer era oiriginario de Logrosán en Extremadura.

## Biografía
Licenciado en Leyes. Fue abogado de la Real Audiencia de Granada. 
El 15 de enero de 1582 fue nombrado por el rey Felipe II como alcalde mayor de la Verapaz y Zacapula. En 1589, cuando la Real Audiencia de Guatemala suspendió en sus funciones al gobernador vitalicio de Costa Rica Diego de Artieda Chirino y Uclés, lo nombró como gobernador interino de esa provincia y juez visitador encargado de la residencia de Artieda Chirino.
Durante su administración visitó la mayoría de los pueblos de Costa Rica y reprimió los abusos de los encomenderos. Tomó cuentas a las comunidades de los pueblos de la provincia.
En cumplimiento de una instrucción de la Audiencia dirigida a la búsqueda de un puerto en el Caribe que ofreciera mejores condiciones que el de Nombre de Dios en Panamá, en 1591 envió al capitán Juan Cabral con un grupo de soldados a recorrer el litoral caribeño. Cabral llegó hasta la bahía del Almirante, atravesó la cordillera y fue a salir a la región de Chiriquí en el litoral pacífico. La Audiencia también le ordenó abrir un camino de mulas entre la ciudad de Cartago y el puerto caribeño de Suerre, pero esa instrucción no pudo ejecutarse.
Al salir de Costa Rica, dejó el mando al teniente de gobernador Antonio Álvarez Pereyra.
Posteriormente regresó a España y en 1599 era consultor del tribunal de la Inquisición de Murcia. Ese año solicitó a la Corona ser nombrado como oidor de la Real Audiencia de México o de la de Guatemala, pero al parecer no tuvo éxito en sus aspiraciones. En 1601 era alcalde mayor de Murcia y pasó a ser corregidor por muerte del titular don Diego de Córdova y Ponce.